# Римски легион (арумънска организация)
Римският легион (на гръцки: Ρουμανική Λεγεώνα), известен и като Влашки легион (Βλάχικη Λεγεώνα, Λεγεώνα των Βλάχων), е арумънска сепаратистка колаборационистка организация на арумъните, съществувала в Тесалия и Югозападна Македония и Епир в Италианската окупационна зона в Гърция през Втората световна война.
Организацията е създадена през юли 1941 г. от Алкивиад Диаманди и с подкрепата на дивизия Форли на италианската армия. Лидерите ѝ се борят за арумънска автономия и обсъждат създаването на Пиндско княжество, като протекторат на Италия. След като Диаманди заминава за Румъния през юни 1942 година, организацията е оглавена от помощника му Никола Матуси. След капитулацията на Италия през септември 1943 г. и засилената активност на ЕЛАС в района, движението се разпада и Легионът е разпуснат. Една част от привържениците му се предават, а други се включват в ЕЛАС.

## История
През 1917 година, по време на Първата световна война, Алкивиад Диаманди в присъствието на румънски учители и италиански военни провъзгласява основаването на Пиндско княжество. Декларацията остава без последици, тъй като след острата реакция на гръцкото правителство, италианските войски се оттеглят. След войната Диманди е съден от гръцки съд. Амнистиран през 1926 година, Диаманди се завръща в Гърция през 1930 година. Отново напуска Гърция в 1939 година и се връща с италианските войски след разгрома на гръцката армия през май 1941 година. Диаманди се нарича лидер и представител на власите от Долните Балкани. С подкрепата на генерала от дивизия Форли Джунио Руджиеро той основава в Лариса паравоенната организация, наречена Римския легион, поради теорията, че пиндските власи са наследници на войниците от V Македонски легион. Целта на Легиона е създаване на влашка автономна държава след победата на Оста. Легионът призовава населението да се бие на страната на Италия и Германия. Обявява, че има 200 000 членове, но в действителност въоръженото крило на организацията не е имало никога повече от няколкостотин души, а всичките му членове са не повече от 1000 души. Легионът създава клонове в Лариса, Самарина, родното място на Диаманди, Трикала, Еласона, Каламбака, Фарсала, Гревена, Мецово, навсякъде с помощта на италианските окупационни части.
През май 1941 г. Диаманди отива в Янина, а после обикаля Самарина, Гревена, Лариса, Трикала, Еласона и други селища с влашко население. Първите действия на легионерите, ръководени от Васил Рапотика (Василис Рапотикас) от Грамоща се състоят в подпомагане на италианците при събирането на оръжието, останало в населението след разгрома на гръцката армия.
През септември Диаманди посещава колаборационисткия министър-председател Георгиос Цолакоглу и представя меморандум с дата 25 септември, в който се искат права за власите, създаване на училища, финансова помощ, както и назначаването на „номарсите и демарсите в Епир, Пинд, Тесалия и Македония, където има чисто влашки или смесени влашко-гръцки селища“ да става съвместно между гръцкото правителство и него „в качеството му на представител на влашките общности н Пинд, Епир, Тесалия и Македония с полученото одобрение на Окупационните власти, а на германците за района на Солун и на италианците за окупираната от Италия зона“. Легионът с помощта на италианските власти започва замяна на кметове, създаване на румънски училища, конфискация на стоки и имущество, претърсвания за оръжие, както и насилствено набиране на членове. Когато Диаманди изненадващо напуска Гърция и заминава за Румъния през юни 1942 г., лидер на Легиона става Никола Матуси.
Действията на Диаманди и Легиона водят до реакция от страна на правителството на Цолакоглу, както и на местните политици. На 13 март 1942 година Цолакоглу издава окръжно до номарсите с предупреждение за „системните действия на чуждите пропаганди“, които „разпръсват много пари“, „примамват хората с храна“, изнудват жителите на селата в присъствието „офицери или сержанти от чужди армии“. Цолакоглу предупреждава длъжостните лица и институциите на реда „да не се поддават на наглите действия на грабителите и на органите на пропагандата“ и да пропестират пред окупационните власти. Цолакоглу изпраща в областта влаховони като полковник Апостолос Папагеоргиу и капитан Теодорос Сарандис, за да противодействат на сепаратисткото движение.
Срещу Легиона действа и организацията Филики Етерия, създадена от Евангелос Аверов и Николаос Раптис през май 1941 г. На 15 януари 1942 г. тя изпраща протестен меморандум до генерал Руджиеро и публикува във вестниците в Атина дописки, изобличаващи действията на Легиона. След съвет с Аверов лейтенантът на жандармерията Х. Куртис изгаря в Трикала италиански склад с материали, предназначени за Легиона. За дейността си Аверов и други негови сътрудници са арестувани на 28 април 1942 година, затворени, а по-късно изпратени в концентрационен лагер в Италия.
Съюзът на националноосвободителната и културна организация на гърците куцовласи, която се ръководи от ЕАМ и издава вестник „Куцовлахос“ също действа срещу Легиона. Действията на ЕАМ са насочени срещу въоръжените членове на Легиона и от 1942 година те се засилват и разстройват дейността на Легиона, особено след убийството на Рапотика. Командващият ЕЛАС Арис Велухиотис изпраща в Тесалия специална част, командвана от Накос Белис, която има задача да унищожи Легиона. В Куцуфляни част на ЕЛАС, начело с Никос Заралис, убива местния лидер на Легиона Вазура и разстройва организацията в района. Бойни единици на ЕЛАС извършват подоблни акции на много други места и в резултат на тези действия Матуси и много други легионери преустановяват сепаратистката си активност. До края на 1943 година организации на Легиона остават да съществуват единствено в Лариса и Еласона.
След войната членовете на Римския легион, които не избягват в Румъния, са съдени Специалните съдилища за колаборационисти, които действат от 1945 г. до 1947 г. 617 души са обвинени в държавна измяна, като от тях са осъдени 152, 91 не получават наказание, защото вече са осъдени за други престъпления, срещу 55 съдебното преследване е прекратено поради смърт (част от тях са убити от пазачите в затвора), 319 са обявени за невинни.